# Tsukiko Amano
Tsuki Amano (天野月), también conocida con el nombre de Tsukiko Amano (天野月子) es una cantante e intérprete japonesa de rock.
Es una mujer bastante misteriosa, y su fecha y lugar de nacimiento son un secreto aunque su cumpleaños suele asociarse por sus fans con el día del lanzamiento de su primer sencillo "major", el día 7 de noviembre. Sólo se sabe que le gustan las películas y pintar.
A pesar de no tener una carrera demasiado exitosa, su peculiar estilo ha dado que hablar, y se ha convertido en un icono para adolescentes alternativos en Japón. A pesar de su forma de expresión, Tsukiko Amano está consolidada como una cantante de culto en la actualidad.
Tras su hiatus en 2009, volvió a la música bajo el nombre artístico de Tsuki Amano.

## Biografía
No se sabe mucho acerca del pasado de Tsukiko antes de entrar a la música. Ella misma dijo que toca el piano desde los cinco años, pero que durante el quinto año de primaria perdió la costumbre de tocarlo.
En secundaria Tsukiko se alejó un poco de la música para concentrarse mejor en sus estudios, ya que ésta le quitaba mucho tiempo y también concentración. Estuvo en clubs de teatro pero al entrar a la universidad aprendió a tocar guitarra y su amor por la música regresó. Comenzó entonces a presentarse algunas noches en clubs y pubs callejeros y consiguió algunas conversaciones con el sello BGM pero tras medio año quedó en nada.
Desde aquí Tsukiko empezó a dedicarse completamente a la música. Comenzó buscando audiciones para darse a conocer a distintos sellos y grabó una cinta demo. Un amigo que tenía un contacto con un productor le consiguió un contrato y al poco tiempo Tsukiko comenzaba a grabar su primer CD. La cantante debuta como J-Indie en abril del año 2001 con su primer sencillo "Hakoniwa" (箱庭, Jardin en Miniatura), consiguiendo tras esto llamar algo la atención a pesar de la nula promoción. Por este sencillo la joven consigue un rol en comerciales para las empresas Toyota y más tarde para GAZOO.
Tras el lanzamiento de B.G. ~Black Guitar + Berry Garden~, Tsukiko logra un contrato discográfico con un sello normalizado en noviembre del año 2001:Pony Canyon y lanza su primer sencillo Bodaiju (菩提樹) como una artista major dentro de la industria.
En 2003, tras varios singles en el mercado y dos discos, la compañía programadora de videojuegos Tecmo lanza al mercado la secuela de Project Zero/Fatal Frame II: Crimson Butterfly, donde Amano interpreta "Chou" como tema final del videojuego, considerado uno de los mejores de su género. En 2005, también tras varios trabajos publicados, Tsukiko interpreta "Koe", siendo este el tema final de la secuela del juego ya mencionado, Project Zero/Fatal Frame III: The Tormented.
Tras acabarse su contrato con Pony Canyon con el lanzamiento de The 5 -five- (cinco singles para celebrar sus 5 años en la música) y Catalog/Deluxe Catalog, saca con OTOKURA RECORDS (discográfica indie) los sencillos de Howling y HEAVEN'S GATE, el álbum ZERO y el miniálbum NOISE, diciendo que iba a retirarse de la música pero que seguiría componiendo canciones para otros artistas. En 2010, se incluyen "NOISE" como canción final en Project Zero/Fatal Frame IV: Mask of Lunar Eclipse (solo en Japón) y "Zero no Chouritsu", como canción final al superar el videojuego en modo difícil.
Es también en 2010 cuando Tsukiko vuelve a la música tras la supuesta retirada en 2009 pero ahora bajo el nombre de Tsuki Amano y con el sello independiente OTOKURA RECORDS. Según ella, era para establecer un punto de diferencia entre lo que fue como cantante y lo que iba a ser. Bajo este sello, ha lanzado varios miniálbumes, singles, y principalmente best álbumes en 2011, al cumplir 10 años en el mundo de la música. 
En 2012 cabe destacar el lanzamiento del primer disco original desde hacía 4 años titulado Ten no Ki y en el que se incluye "Kurenai" tema del Project Zero: Wii edition y en 2014 un nuevo tema para el quinto juego de la saga titulado Zero: Nuregarasu no Miko, siendo Torikago -in this cage- una de las canciones del juego junto a Higanbana, interpretada por Anju.
Ya en el año 2015, con el aniversario de cumplir 15 años en la música, Tsuki sacó para el 18 de noviembre un best álbum con su antiguo sello discográfico, Pony Canyon, bajo el nombre de Tsuki(ko) Amano, a la vez que un sencillo con OTOKURA pero la colaboración con su antigua discográfica no acaba ahí pues en 2016 sacó, con ambos sellos también, el sencillo de Inbijiburu / Shijima y el disco Beautiful Days, volviendo en apariencia con Pony Canyon con el lanzamiento de una tienda propia llamada Tsukigasado y un nuevo disco: Five Rings.

## Discografía

### Álbumes
- Sharon Stones (5 de julio de 2002)
- MEG & LiON (4 de diciembre de 2002)
- Tenryuu (21 de enero de 2004)
- Winona Riders ～Tsuki no Uragawa～ (3 de marzo de 2004)
- A MOON CHILD IN THE SKY (21 de septiembre de 2005)
- Uma Salmon (23 de julio de 2007)
- ZERO (2008)
- Peek A Boo (2010)
- Ten no Ki (2012)
- Daisy (2013)
- Five Rings (1 de abril de 2019)

### Miniálbumes
- Litch (2010)
- CHELSEA (2011)
- Bara to Shinju (2012)
- Gomokunarabe (1 de octubre de 2014)
- Beautiful Days -Zenpen- (2 y 9 de noviembre de 2016)
- Beautiful Days -Kohen- (26 de abril de 2017)
- Hatatose (noviembre de 2021)

### Mejores álbumes
- Catalog / Deluxe Catalog (15 de noviembre de 2006)
- NOISE (2008)
- Appare (2011)
- DECADE (2011)
- Shizuka no Umi (7 de noviembre de 2012)
- CATALOG Z (4 de junio de 2014)
- Genpuku (18 de noviembre de 2015)
- Doubutsuen (2019)
- Shokubutsuen (2019)

### Álbum en directo
- Amafes Report (2008)

### Cover álbum
- Kisei rasshu (2015)

### Caja recopiliatoria
- TSUKIKO AMANO 15th ANNIVERSARY RECORD BOX (1 de marzo de 2017)

### Sencillos

#### Indies
- Hakoniwa 〜Miniature Garden〜 (1 de junio de 2001)
- Love Dealer (Single Edición Extra Limitada)
- B.G.〜Black Guitar + Berry Garden〜 (1 de septiembre de 2001)
- Love Dealer (2003)
- Howling (2007)
- HEAVEN'S GATE (2007)
- Zero no Chouritsu (2008)
- Hikari no Circus (2010)
- Utsukushiki Mono (2010)
- CORE (2011)
- Ringo no Ki (2011)
- Rin Rin to (2014)
- BLACK BEAUTY (18 de noviembre de 2015)
- Inbijiburu / Shijima (27 de julio de 2016)

#### Major
- Bodaiju (7 de noviembre de 2001)
- SNIPER (20 de febrero de 2002)
- Treasure (24 de abril de 2002)
- HONEY? (19 de junio de 2002)
- Ningyou (7 de noviembre de 2002)
- Same (30 de julio de 2003)
- Chou (12 de noviembre de 2003)
- Tsuki (14 de julio de 2004)
- IDEA (3 de noviembre de 2004)
- Hisui (2 de febrero de 2005)
- Koe (27 de julio de 2005)
- Karasu (31 de mayo de 2006)
- Fukurou (31 de mayo de 2006)
- Utakata (31 de mayo de 2006)
- Fuusen (31 de mayo de 2006)
- Konton -chaos- (31 de mayo de 2006)

#### Digital
- Torikago -in this cage- (24 de septiembre de 2014)
- Happy Birthday (12 de noviembre de 2014)
- Gyunju Suteta (2014)
- Sakana (2014)
- Yuzu no Ki (2015)
- Serori no Uta (2015)
- LET IT DIE ~Wandervoguel~ (29 de marzo de 2017)
- Kaerimichi (29 de marzo de 2017)
- Killer Ape (2020)
- Starting Over (25 de enero de 2021)

### Otros
- Merry Tiger (2003)
- A lunch - First Food (2007)
- A lunch - MISTY (2007)
- Diorama-replica - Peaceful Garden (2012)
- Okuda Miwako to Amano Tsuki - mugen (2014)
- ROMEOMOON - Shinjuku-Sakura (2014)
- Black Thunder - Koi no Barometa (2017)

### VHS
- Pia Debut Review LIVE (26 de mayo de 2002)
- LIVE TOUR 2002 Hi no Bi (28 de noviembre de 2002)

### DVD
- Meg ni Aetara (5 de marzo de 2003)
- Omohide (25 de febrero de 2004)
- V (3 de marzo de 2004)
- 5 -five- (15 de noviembre de 2006)
- Omohide 2 (2009)
- ZERO + NOISE VIDEO CLIP (2009)
- Omohide (rinyūarupakkēji-ban) (2010)
- AMALLO13 (2010)
- AMNリクエストアワー2014 (10 de septiembre de 2014)
- 裏AMN＆レコ発 (19 de noviembre de 2014)

## Enlaces
- Tsuki Amano web
- Tsuki Amano Blog
- Tsuki Amano Tsukigasadou
- Tsuki Amano fan site en español

- Datos: Q779289